# 460 TCN
460 TCN là một năm trong lịch La Mã.